# Ryszard Łęski
Ryszard Łęski (ur. 25 czerwca 1925 w Zagnańsku, zm. 8 maja 2013) – polski entomolog.

## Życiorys
W 1951 ukończył studia Szkole Głównej Gospodarstwa Wiejskiego w Warszawie, od 1952 pełnił funkcję kierownika Zakładu Ochrony Roślin Instytutu Sadownictwa i Kwiaciarstwa. W 1957 obronił doktorat na SGGW, w 1963 został docentem, w 1968 nadano mu tytuł profesora. W 1970 został zastępcą dyrektora Instytutu Przemysłu Organicznego w Pszczynie i pracował tam przez dwa lata, od 1974 do 1977 był ekspertem FAO/IAEA w Wiedniu, a od 1979 do 1982 w Afganistanie. W latach 1978–1979 był wiceprzewodniczącym Zarządu Głównego Polskiego Towarzystwa Entomologicznego.
Pochowany na cmentarzu w Radości.

## Praca naukowa
Zajmował się entomologią stosowaną, ochroną roślin sadowniczych i fizjologią owadów i toksykologią. Opracował biologię i ekologię ważniejszych szkodników upraw sadowniczych i mszyc zbożowych, badał progi szkodliwości.

## Odznaczenia
- Srebrny Krzyż Zasługi (1957);
- Krzyż Armii Krajowej (1994)

## Życie prywatne
Żoną Ryszarda Łęskiego była Wincentyna Łęska (ur. 23 lipca 1925), absolwentka SGGW, doktor nauk przyrodniczych. W 2000 małżonkowie Łęscy zostali uhonorowani Medalem za Długie Pożycie Małżeńskie.